# Фернанду Гомеш
Фернанду Мендеш Сораеш Гомеш (на португалски: Fernando Mendes Soares Gomes) е бивш португалски футболист, носител на „Златната обувка“ за 1983 г. с 36 гола в 30 мача, следван от Хоутман (Фейенорд) – 30 (34) и Анастопулос (Олимпиакос) – 29 (34). Гомеш е второто португалско име, което се появява в листата на лауреатите на популярното списание „Франс футбол“ за най-добрите стрелци на Европа, след това на Еузебио, печелил на два пъти през 1969 и 1973 г.
На 18-годишна възраст дебютира в първия състав на „драконите“. Два пъти е избиран за футболист №1 на Португалия. 5 кратен шампион и 4 кратен носител на Купата с Порто.
Гомеш беше един от най-силните нападатели през 80-те години на миналия век. Заедно с Шалана учавства в незабравимия полуфинал на Евро 84 срещу Франция (2:3). 
Умира на 26 ноември 2022 от рак на панкреаса, четири дни след като навършва 66 години. Бори се с болестта три години..

## Успехи

### Национални
Порто
- Лига Сагреш/Примейра лига:
  -  Шампион (5): 1977/78, 1978/79, 1984/85, 1985/86, 1987/88
  -  Вицешампион (7): 1974/75, 1979/80, 1980/81, 1982/83, 1983/84, 1986/87, 1988/89
  -  Бронзов медалист (3): 1970/71, 1976/77, 1981/82
- Купа на Португалия:
  -  Носител (3): 1976/77, 1983/84, 1987/88
  -  Финалист (4): 1977/78, 1979/80, 1982/83, 1984/85
- Суперкупа на Португалия:
  -  Носител (3): 1983, 1984, 1986
  -  Финалист (3): 1979, 1985, 1988
- Купа на Порто:
  -  Носител (2): 1980/81, 1983/84

 Спорнтинг (Хихон)
- Купа на Португалия:
  -  Финалист (2): 1980/81, 1981/82

 Спортинг (Лисабон)
- Лига Сагреш/Примейра лига:
  -  Бронзов медалист (2): 1989/90, 1990/91
- Купа на Лисабон:
  -  Носител (1): 1990/91

### Международни
- Шампионска лига / Купа на европейските шампиони
  -  Носител (1): 1986/87
- Суперкупа на Европа:
  -  Носител (1): 1986/87
- Междуконтинентална купа:
  -  Носител (1): 1986/87

### Лични
- Носител на Златната обувка (2): 1983, 1985
- Футболист на годината на Португалия (1): 1983
- Най-добър голмайстор в историята на Порто: 355 гола